# Рыжов, Михаил Григорьевич
Михаил Григорьевич Рыжов (1913—1946) — лейтенант Советской Армии, участник Великой Отечественной войны, Герой Советского Союза (1943).

## Биография
Михаил Рыжов родился 25 ноября 1913 года в деревне Максимовка (ныне — Тетюшский район Татарстана). До призыва в армию работал счетоводом в колхозе. В июне 1941 года Рыжов был призван на службу в Рабоче-крестьянскую Красную Армию. С июля 1942 года — на фронтах Великой Отечественной войны.
К сентябрю 1943 года старшина Михаил Рыжов командовал отделением 565-го стрелкового полка 161-й стрелковой дивизии. В ночь с 22 на 23 сентября 1943 года он переправился через Днепр и принял активное участие в боях за захват и удержание плацдарма на его западном берегу, где закрепился на высоте и держал оборону, отражая немецкие контратаки, до переправы основных сил полка.
Указом Президиума Верховного Совета СССР от 23 октября 1943 года старшина Михаил Рыжов был удостоен высокого звания Героя Советского Союза с вручением ордена Ленина и медали «Золотая Звезда».
Войну Рыжов закончил лейтенантом. Скоропостижно скончался 21 апреля 1946 года, похоронен в городе Городенка Ивано-Франковской области Украины.
Был также награждён орденом Отечественной войны 2-й степени и медалями.